# Condado de Clark (Nevada)
El condado de Clark es un condado localizado en el estado de Nevada. Durante el censo del 2000 el condado contaba con 1.375.765 personas y se estima que en el 2007 tenía una población de 1,954,319, convirtiéndolo en el condado más poblado del estado de Nevada. En él se encuentra Las Vegas, la ciudad más poblada del estado. Las Vegas ha sido la sede de condado desde que se formó cuando se dividió el condado de Lincoln el 5 de febrero de 1908. La mayoría del condado fue parte del condado de Pah-Ute, territorio de Arizona antes de que Nevada se convirtiera en estado. El condado fue nombrado por William Andrews Clark, magnate de Montana y senador de los Estados Unidos. El condado de Clark empezó a desarrollarse debido a la construcción del ferrocarril Los Ángeles - Salt Lake City, en la cual fue un factor muy importante para mejorar la economía del área.
A menudo los residentes del área del valle de Las Vegas se confunden con el condado de Clark y la ciudad de Las Vegas, al usar Las Vegas para describir a ambos lugares. También es, un destino turístico muy famoso con más de 150.000 habitaciones de hoteles y moteles.

## Localidades

### Ciudades incorporadas
- Boulder City
- Henderson
- Las Vegas (Sede del condado)
- North Las Vegas
- Mesquite

### Áreas no incorporadas y lugares designados por el censo
- Arden
- Blue Diamond
- Bunkerville
- Cactus Springs
- Cal-Nev-Ari
- Cottonwood Cove
- Enterprise
- Glendale
- Goodsprings
- Indian Springs
- Jean
- Laughlin
- Logandale
- Moapa Town
- Moapa Valley
- Mount Charleston
- Mountain Springs
- Nelson también llamado Nelson Landing
- Overton
- Paradise
- Primm
- Sandy Valley
- Searchlight
- Sloan
- Spring Valley
- Summerlin South
- Sunrise Manor
- Whitney (antes East Las Vegas)
- Winchester

## Educación
El Distrito Escolar del Condado de Clark gestiona escuelas públicas.

## Edificios notables gubernamentales
- Clark County Government Center
- Regional Justice Center (abrió el 3 de octubre de 2005)

## Demografía
| Raza / Etnia             | Pop 2010  | Pop 2020  | % 2010  | % 2020  |
| ------------------------ | --------- | --------- | ------- | ------- |
| Blancos (NH)             | 935,955   | 892,802   | 47.97%  | 39.41%  |
| Negros (NH)              | 194,821   | 275,002   | 9.98%   | 12.14%  |
| Nativos (NH)             | 8,732     | 8,487     | 0.45%   | 0.37%   |
| Asiático (NH)            | 165,121   | 231,972   | 8.46%   | 10.24%  |
| Isleño del Pacífico (NH) | 12,474    | 18,877    | 0.64%   | 0.83%   |
| Otra raza (NH)           | 3,719     | 12,890    | 0.19%   | 0.57%   |
| Multiracial (NH)         | 61,803    | 124,015   | 3.17%   | 5.48%   |
| Hispano o latino         | 568,644   | 701,416   | 29.14%  | 30.96%  |
| Total                    | 1,951,269 | 2,265,461 | 100.00% | 100.00% |